# Vala
|  | Aquest article tracta sobre antic estat de l'Índia. Si cerqueu militar romà , vegeu «Numoni Vala». |

Vala o Wala fou un estat tributari protegit de l'agència de Kathiawar, a la presidència de Bombai amb una superfície de 283 km² i una població el 1901 de 13.285 habitants repartits en 40 pobles. Els ingressos s'estimaven en 2,25 lakhs. Fou un estat de tercera classe dins dels de Kathiawar i el seu nom antic fou Vallabhipur. La capital era Vala o Wala a uns 35 km al nord-oest de Bhavnagar amb una població el 1901 de 4.712 habitants. Fou el centre dels dominis del senapati (comandant en cap) dels guptes que van governar 300 anys a la península de Kathiawar. La capital regional fou Bamasthali o Vanthli però la capital religiosa era Somnath Patan. Derrocats els reis vallabhis (van governar vers 480 a 790) i expulsats del país, van retornar anys després amb el nom de Wala i va governar fins a la meitat del segle X quan foren expulsats de gran part de Kathiawar per Mulraj Solanki de Patan, que va estendre la seva autoritat fins a Gogha; però els giràsies wales foren deixats en possessió efectiva del territori de Wala, i es van establir a Talaja expulsant als governants mehars i estenent-se després a Bhadrod. El 1260 els gohels van conquerir el país Wala i van obligar els habitants a deixar la seva seu, que va passar als musulmans quan van conquerir el Gujarat. A la mort d'Aurangzeb, Vala i Loliana van caure en mans de Bhausinghji, fundador del principat de Bhaunagar, que va cedir la població de Vala i dues altres a Visoji, el seu fill i fundador de la moderna nissaga dels wales de Vala. Es diu que Visoji tenia un germà bessó de nom Akherajji, que fou el successor de Bhausinghji. Visoji va engrandir el seu patrimoni amb conquestes als kathis i altres i va morir el 1774. El seu net Meghabhai (1798-1814) es va signar un tractat amb els britànics. El sobirà porta el títol de thakur.

## Bandera
Banderi rectangular forcat amb quatre franges horitzontals, amb colors (de damunt a sota): vermell, blanc, blau i blanc.

## Llista de thakurs
- Visaji 1740-1774
- Nathubhai 1774-1798 (fill)
- Meghabhai 1798-1814 (fill)
- Harbhamji 1814-1838 (fill)
- Daulat Singh 1838-1840 (fill)
- Patabhai 1840-1853 (germà d'Harbhamji)
- Prithwi Raj 1853-1860 (fill)
- Megh Raj 1860-1875 (fill)
- Vakhat Singh 1875-1943 (fill)
- Gambhir Singh 1943-1948 (fill)